# 弁護人依頼権
弁護人依頼権（べんごにんいらいけん）とは、刑事事件における被疑者・被告人が弁護人による弁護を受けることができるという権利である。日本国憲法第37条3項に規定されている。同条は国選弁護制度についても規定している。

## 趣旨
当事者主義的訴訟構造の下では、被疑者・被告人は専門的な法律知識を有する検察官と対等に渡り合わなくてはならない。しかし、一般的に被疑者・被告人は法律的知識に乏しいため、そのままでは充分な防御活動を行うことができず、人権保障の不徹底のみならず冤罪の危険さえ生じる。そこで保護者としての弁護人という存在が必要になる。

## 弁護人の責務
弁護人は被疑者・被告人の権利・利益を守ることを最大の責務とし、その範囲内でのみ真実発見に協力すればよい。中立的観点から真実発見を責務とする裁判官とはその点で大きく異なっている。依頼人が無罪主張しているにもかかわらず、有罪であると弁論することは任務違反となる（判例）。